# Ulrich Lampen
Ulrich Lampen (* 1963 in Werl) ist ein deutscher Hörspielregisseur, -autor und -sprecher.

## Leben
Ulrich Lampen studierte Germanistik, Philosophie und Psychologie an der Albert-Ludwigs-Universität Freiburg. Daran anschließend absolvierte er eine Ausbildung zum Hörspielregisseur beim damaligen Südwestfunk. Als Regisseur und Produktionsleiter war Lampen von 1992 bis 1999 als freier Mitarbeiter in der Hörspielabteilung des Südwestrundfunks tätig. Seitdem arbeitet Lampen freischaffend als Regisseur für die Feature- und Hörspielabteilungen der ARD und Deutschlandradio.
Unter den bis heute weit mehr als 400 in der ARD-Hörspieldatenbank aufgelisteten Regiearbeiten befinden sich die seit 2008 vom Bayerischen Rundfunk produzierten Radio-Tatorte.
Daneben verfasst Ulrich Lampen auch Drehbücher, so unter anderem gemeinsam mit Peter Steinbach die 8-teilige Reihe Die NS-Führung im Verhör, entstanden nach den Protokollen der Nürnberger Prozesse. Gelegentlich tritt er auch als Sprecher in Erscheinung.
Ulrich Lampen lebt in Straßburg.

## Hörspielproduktionen

### Sprecher
- 1994: Helmuts Brief – Regie: Urs Widmer
- 1994: Netschajew kehrt zurück – Regie: Walter Adler
- 1994: Tödliche Freundschaft – Regie: Ulrich Lampen
- 1995: Brandstifter – Regie: Ulrich Lampen
- 1995: Über die Deutschen – Regie: Ulrich Gerhardt
- 1997: Die verlorene Ehre der Katharina Blum oder Wie Gewalt entstehen und wohin sie führen kann – Regie: Hermann Naber
- 2012: Rost – Regie: Ulrich Lampen
- 2013: Meine Schwester ist eine Mönchsrobbe – Regie: Ulrich Lampen

### Autor und Regisseur
- 2000: Peter Zwetkoff – Porträt des Komponisten als Hörspielmacher
- 2000: Dies alles habe ich Hans Castorp mitgegeben
- 2003: Onkel Sepp
- 2003: Alles ist gesagt (mit Stephan Krass)
- 2005: Die NS-Führung im Verhör
- 2006: Nichts geschieht
- 2011: = B - > A - ist gleich: wenn groß B, dann groß A

### Regisseur (Auswahl)
- 1993: Welcome – Autor: Sandra Kellein
- 1994: Die Zeit macht keine Pause – Autor: Karl-Heinz Bölling
- 1994: Dornröschen – Autor: Roderich Feldes
- 1995: Virchows Tod – Autor: Hermann Kinder
- 1995: Die Ankunft – Autor: Michael Molsner
- 1996: Letzte Reise – Autor: Ria Endres
- 1998: Die Aufzeichnung – Autor: Roland Schimmelpfennig
- 1998: Szene Colet Flaubert – Autor: Elmar Podlech
- 1999: Engel Exit – Autor: Jáchym Topol
- 2000: High Fidelity – Autor: Nick Hornby
- 2000: Der Zauberberg – Autor: Thomas Mann
- 2001: Weiße Mäuse – Autor: Wilhelm Genazino
- 2001: Erreger – Autor: Albert Ostermaier
- 2001: Die Stiftung – Autor: Kay Langstengel
- 2002: Bonte – Autor: Dirk Spelsberg
- 2002: Aus dem merkwürdigen Leben der Rekonvaleszenten – Autor: Sandra Kellein
- 2003: Zwillingsgassen – Autor: Christian Geissler
- 2004: Electronic City – Autor: Falk Richter
- 2004: Ein Vater und seine Tochter – Autor: Emmanuel Bove
- 2005: Schiffbruch – Autor: Mechthild Müser
- 2005: Anabasis – Autor: Rudolf Borchardt
- 2006: Al Capone war nicht Capone – Autor: Heinz-Dieter Herbig
- 2006: Stell dir vor, du steigst in den Lift, und der ist gar nicht da – Autor: Conny Frühauf
- 2006: Polar – Autor: Albert Ostermaier
- 2007: Eine Liebe in Zeiten des Krieges – Autor: Eggert Blum
- 2008: Pan in den Städten – Autor: Katrin Zipse
- 2009: Die Amnesie der Ozeane – Autor: Stephan Krass
- 2009: Der letzte Hippie – Autor: Volker Präkelt
- 2009: Engel von Bremen – Autor: Carl Ceiss (RB/SR)
- 2010: Mamas Mord – Autor: Katrin Zipse
- 2011: Die Abschaffung der Arten – Autor: Dietmar Dath
- 2011: Das Haus von Fernanda Mendoza – Autor: Zaia Alexander und Antje Rávic Strubel
- 2011: Ich kann Fliegen zähmen, echt wahr – Autor: Tina Müller
- 2012: Tabor Süden und die verschwundene Souffleuse – Autor: Friedrich Ani
- 2012: Erzählung des Gleichgewichts 4: W – Autor: Jean Daive
- 2013: Alle Vögel sind schon da – Autor: Sabine Peters
- 2014: Das Himbeerreich – Autor: Andres Veiel
- 2014: Sprich mir nach. – Autoren: Nadja Küchenmeister und Norbert Hummelt
- 2015: Der Himmel war eine große Gegenwart – Autor: Ludwig Fels
- 2015: Der Speermann – Autor: Stephan Krass
- 2016: Kontakt!– Autorin: Sandra Kellein
- 2016: Augusto, der Richter - Autor: Ingo Schulze
- 2017: Follower - Autor: Eugen Ruge
- 2020: Der Fall Meursault - Eine Gegendarstellung - Autor: Kamel Daoud
- 2020: The Guilty - Autoren: Gustav Möller und Emil Nygaard Albertsen
- 2022: Fallada. Ein Leben im Rausch - Autoren: Rainald Grebe, Tilla Kratochwil

- - Radio-Tatorte
  - 2008: Irmis Ehre – Autor: Robert Hültner
  - 2009: Hexenjagd – Autor: Robert Hültner
  - 2009: Dienstschluss – Autor: Robert Hültner
  - 2010: Unter sticht Ober – Autor: Robert Hültner
  - 2011: Vanitas – Autor: Robert Hültner
  - 2011: Unter Verdacht – Autor: Robert Hültner
  - 2012: Der Stalker – Autor: Robert Hültner
  - 2013: Wasser bis zum Hals – Autor: Robert Hültner
  - 2014: Wallfahrt – Autor: Robert Hültner
  - 2014: Winterliebe – Autor: Robert Hültner
  - 2015: Schenja – Autor: Robert Hültner
  - 2015: Menetekel – Autor: Robert Hültner
  - 2016: Unten am Fluss – Autor: Robert Hültner
  - 2017: Toter Acker – Autor: Robert Hültner
  - 2017: Die weiße Frau – Autor: Robert Hültner

## Radio-Features

### Regie
- 2009: Erziehung zur sozialistischen Persönlichkeit – Kinderheime in der DDR – Autor: Thomas Gaevert
- 2015: Wer ist das Volk? Über Fremdenfeindlichkeit im Osten – Autor: Thomas Gaevert
- 2018: Die Supergeheimen – Der Militärische Nachrichtendienst der DDR – Autor: Thomas Gaevert

## Auszeichnungen
- 1997: Hörspiel des Monats August für Jernigan von Erwin Koch und Friedrich Bestenreiner
- 2000: Hörspiel des Monats Dezember für Der Zauberberg von Thomas Mann
- 2002: Hörspiel des Monats Mai für Bonte von Dirk Spelsberg
- 2003: Hörspiel des Monats April für Combray von Marcel Proust
- 2005: Hörspiel des Monats Mai für Die Novizen von Friedemann Schulz
- 2009: Deutscher Hörbuchpreis in der Kategorie „Das besondere Hörbuch/Klanggestaltung“ für Reise ans Ende der Nacht von Louis-Ferdinand Céline
- 2010: Hörspiel des Monats August für Die Außerirdischen von Friedemann Schulz
- 2013: Hörspiel des Monats Februar für Das grüne Auge von Falun von Stephan Krass
- 2014: Hörspiel des Monats Dezember für Nachtgeschwister, provisorisch von Wolfgang Hilbig und Natascha Wodin
- 2015: Hörspiel des Monats Mai für Die Quellen sprechen. Die Verfolgung und Ermordung der europäischen Juden durch das nationalsozialistische Deutschland 1933–1945 Eine dokumentarische Höredition (Teil 7) von Michael Farin
- 2017: Hörspiel des Monats Juni für Follower von Eugen Ruge